# 香港逸東酒店
香港逸東酒店（英語：Eaton HK）位於香港九龍佐敦彌敦道380號，為一座四星級標準酒店，處於佐敦及油麻地之間，鄰近廟街夜市和玉器市場，屬鷹君集團自資擁有和經營的酒店。酒店前身為普慶戲院，1987年結業後拆卸重建為酒店和商場，其中面向彌敦道的南翼於1990年10月落成，因應九龍樓宇高度限制局部放寬，1993年擴建面向加士居道的東翼，於1996年10月完工。

## 歷史
酒店於2010年曾進行大規模翻新，以青綠色為主調，重塑品牌為逸東「智」酒店（Eaton Smart, Hong Kong），並一度與全球酒店業主簽訂管理合約，擴展品牌至上海（新橋、綠地逸東「華」酒店（Eaton Luxe, Shanghai）、新德里（Eaton Smart, New Delhi Airport）、多倫多（Eaton Chelsea, Toronto）等地。其後酒店復名逸東酒店（Eaton Hong Kong），唯保留青綠色主調的品牌標識
。
2018年，一直自資經營酒店的鷹君集團，其主席羅嘉瑞的大女兒羅寶璘回歸鷹君集團後，上任逸東酒店總裁並陸續終止各地逸東酒店的管理合約，於2018秋季將香港逸東酒店重塑品牌和進行翻新，成為其推廣 Eaton Workshop 項目旗下的酒店部份 ── Eaton HK 。
酒店在重塑後一直舉辦各類型活動迎合社會各界小眾群體，包括於酒店內開設 Eaton Radio 電台邀請不同音樂工作者主持節目，又為非異性戀（LGBT）群體舉辦相關活動，而因而與2020年獲得 LGBT+ Newcomer Award。

## 酒店設施

### 房間
逸東酒店共有465間不同大小及配置的客房，每間客房均備有先進通訊設備及配套設施，房間大小由約172平方呎至約603平方呎不等。基座為普慶廣場。大堂樓層設有一面落地玻璃窗，並設一幅由3000多棵植物組成，牆身是約高6米、寬8米的垂直花園。

### 會議及活動
酒店設有三間宴會廳或多功能廳，可容納最多250人的聚會或18席宴會的宴會廳。各宴會廳均可劃分為小型宴會廳，作會議、研討會、展覽或晚餐用途。最大的宴會廳紫廳，面積約258平方米。私人影院Kino擁有完整的音頻與影片設備和液晶投影機、開放式平台和其他最先進的設施，非常適合各種形式的會議。
酒店恪守 Eaton Workshop 推動創意藝術的使命，同時設有 Tomorrow Maybe 藝廊，輪流展出本地及海外藝術家的作品、一個三層樓高的藝術裝飾、自設電台、小型放映室及音樂表演場地，以供舉行各類表演、研討會、工作坊和閱讀會等活動。

### 餐飲
酒店提供4間餐廳，包括包括米芝蓮一星中菜廳「逸東軒」、多國菜自助餐「The Astor 普慶餐廳」、4樓的酒吧及連接的花園平台的表現場地「Terrible Baby」以及2018年6月開業的 Eaton HK Food Hall, 位於地庫樓層。內有多家不同菜式餐廳, 能迎合大眾消費市場。

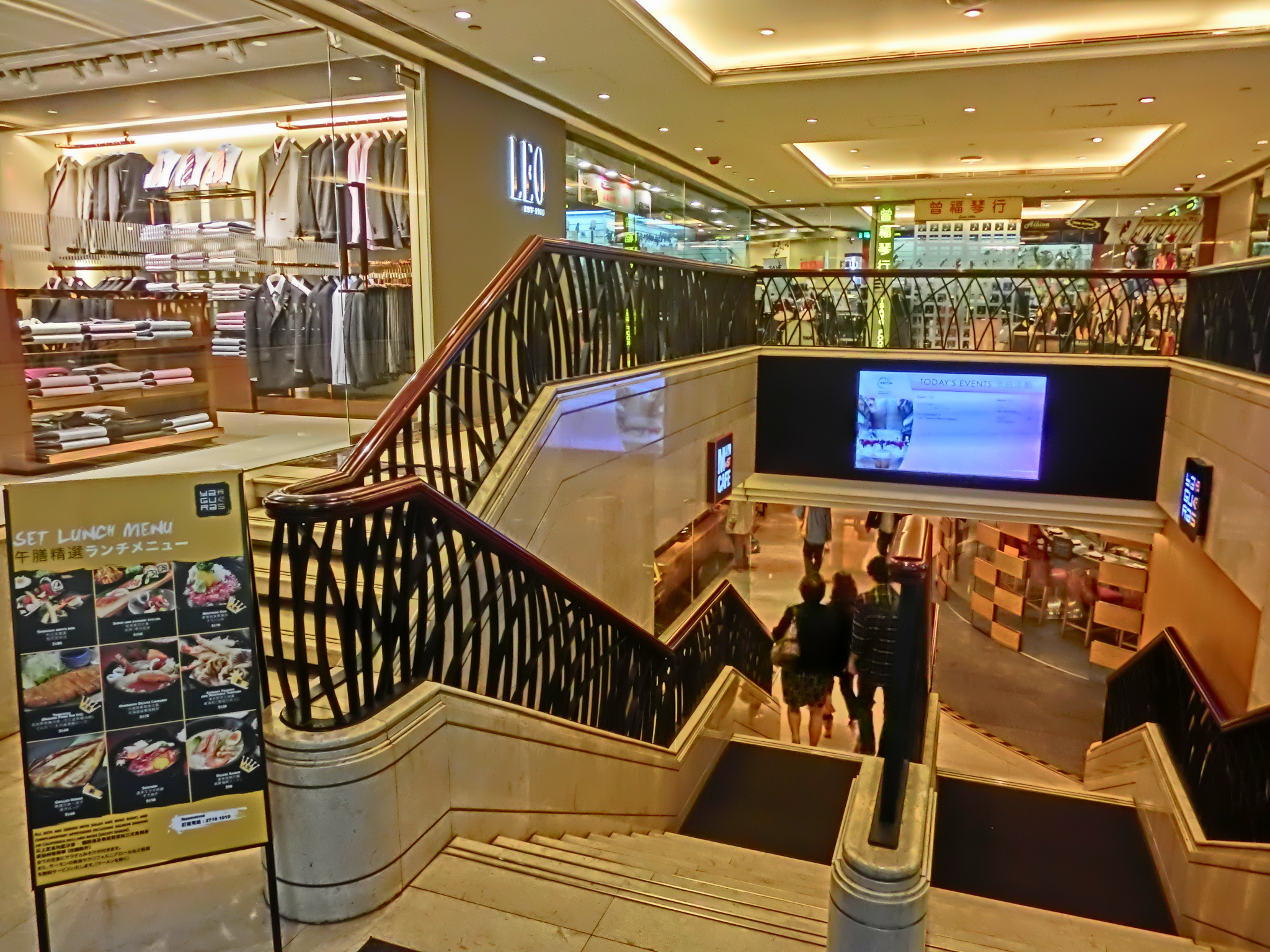
翻新前的酒店商場（2013年）
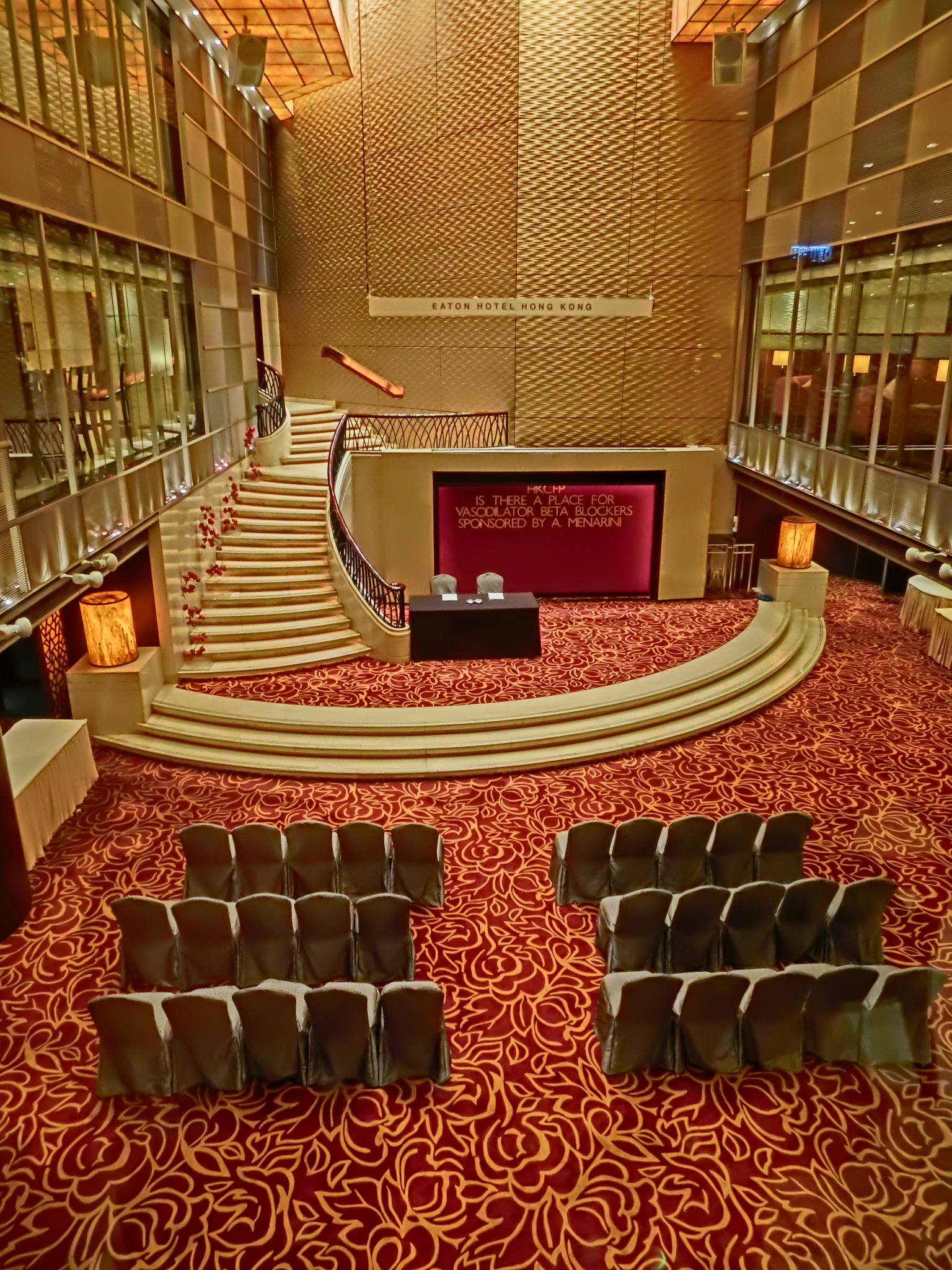
2014年宴會廳大堂，到2018年改為Eaton HK Food Hall
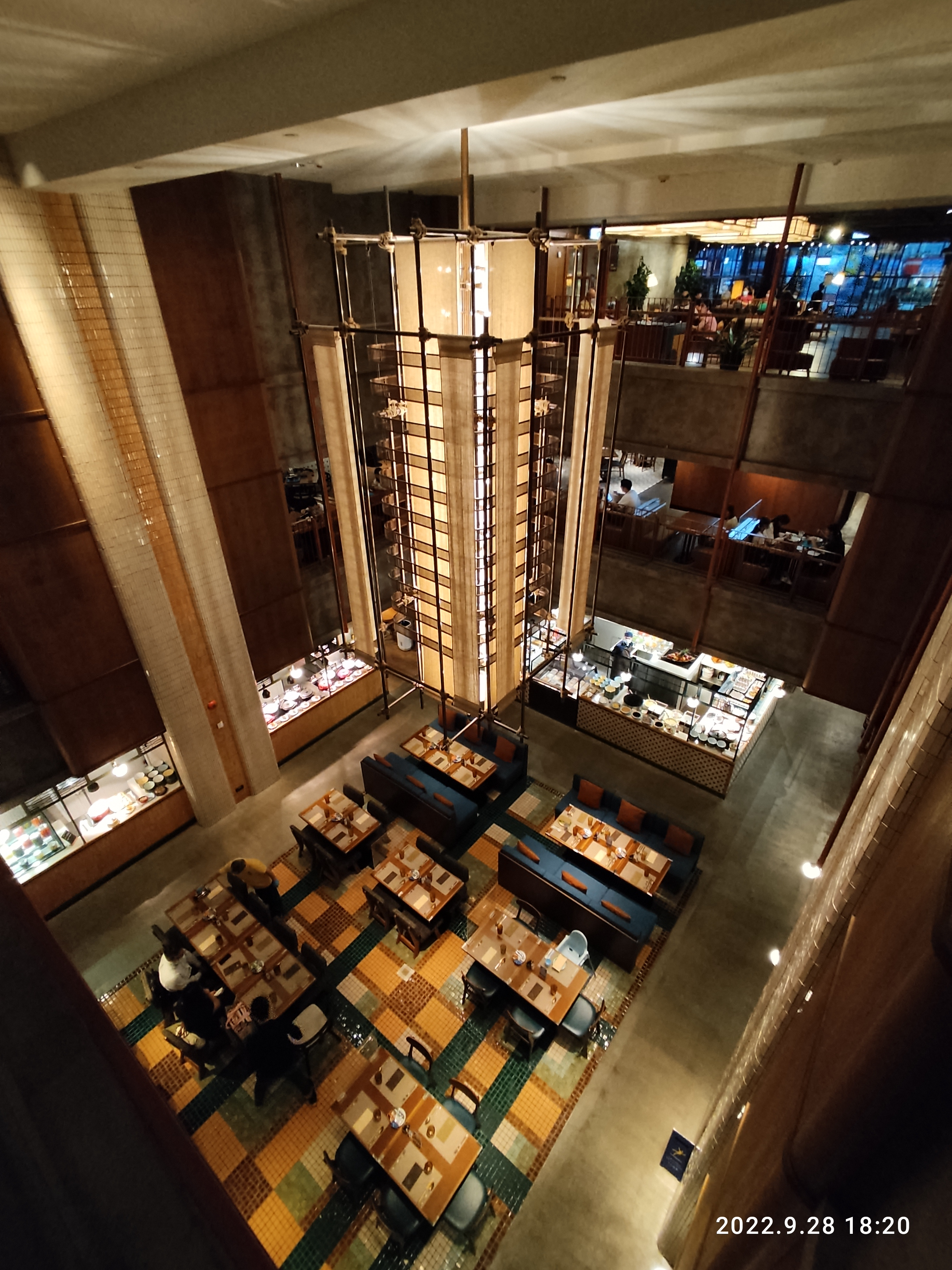
Eaton HK Food Hall中庭

## 爭議事件

### 反對逃犯條例修訂草案運動期間

#### 被香港酒店業主聯會不點名批評容許員工擅離職守參與示威
2019年6月11日晚上，逸東酒店於其社交媒體專頁「Eaton HK」貼文，指「支持人類進步、追求平等及維護尊嚴，因此我們的團隊亦來自不同的文化背景、信仰及個性，體現社會的多元性」，為尊重員工的政治立場，酒店「不反對員工們就逃犯條例修例參與6月12日於金鐘添馬公園的聚會」，及「支持各員工以自己的方式發聲來愛護香港」，對於服務或會受到有限度影響，「盼顧客見諒」。
香港酒店業主聯會得悉事件後，以英語向所有會員酒店發出署名的聲明書，表示尊重業界及從業員的政治理念及言論自由，但指出酒店容許員工單以參與示威為由而擅離職守，因而剝削住客合法使用付費酒店的權利，是令住客「無法想象及不恰當」（unimaginable and inappropriate）。聯會主席更加反問酒店管理層做出相關決定前，有否考慮決定帶來的嚴重後果（serious consequence）和引起的骨牌效應，以至有否考慮到此決定如何影響不參與示威員工的權利。

#### 餐廳陳列具有反修例口號的擺設
2020年3月，逸東酒店旗下的普慶餐廳被發現其甜品櫃裝飾具有寫滿「612」、「721」、「831」、「香港加油」等數字及文字的擺設，令人聯想反對逃犯條例修訂草案運動中反修例一方具有政治意味的口號。事件在酒店社交平台專頁被親政府人士投訴該酒店及餐廳的政治立場有欠中立。事件在社交平台曝光後，逸東酒店後來回應事件，表示已得悉及尊重各界聲音，同時亦已更換相關擺設。逸東酒店強調集團相信言論自由，尊重及包容各人的獨特性。不過，基於各人之觀點與公司立場可能稍有不同，希望員工可在適當的時間及渠道表達個人意見。

### 2019冠狀病毒病疫情期間

#### 酒店開放宴會廳供公眾用膳引起政府注意
2020年7月29日，政府實施全日禁堂食，酒店宣佈開放2樓宴會廳予公眾用餐，時間為早上11時至下午3時、下午5時至晚上9時，希望能幫助弱勢社群。不過到8月4日酒店貼出告示，指接到政府要求，決定在下午6時後關閉宴會廳，表示「造成大家的不便，我們深感抱歉」。

## 外部連結
- 香港逸東酒店 （页面存档备份，存于）